# Капеллини, Джованни
Джованни Капеллини (23 августа 1833[…], Специя, Лигурия[…] — 28 мая 1922, Болонья) — итальянский учёный-геолог и палеонтолог, сенатор.
Почетный член Санкт-Петербургской академии наук (1908).

## Биография
Родился 23 августа 1833 года на Лигурийском побережье Италии, в городе Специя.
С конца 1850-х годов публиковал в научных периодических изданиях Италии, Франции, Германии и Швейцарии результаты геологических и палеонтологических исследований в Пьемонте и Тоскане.
Палеонтологические труды по изучению морских млекопитающих третичного и четвертичного периодов, стратиграфии третичных отложений района Пизы.
В 1863 году издал первую геологическую карту области Специя и долины реки Магра (масштаба 1 : 50 000), которая стала важным шагом на пути организации планомерной геологической съемки территории Италии.
Инициатор (1855 г.) проведения Международного конгресса по антропологии и доисторической археологии, активный член Международного геологического конгресса.
Был профессором Университета Генуи, профессором и ректором Болонского университета.
Скончался 28 мая 1922 года в Болонье.

## Награды

Giovanni Capellini

- Кавалер ордена Святых Маврикия и Лазаря (6 июня 1863 года)
- Офицер ордена Святых Маврикия и Лазаря (21 мая 1876 года)
- Командор ордена Святых Маврикия и Лазаря (20 января 1889 года)
- Кавалер Савойского гражданского ордена (10 апреля 1887 года)
- Командор ордена Короны Италии
- Великий офицер ордена Короны Италии (2 июля 1907 года)
- Кавалер ордена Розы (Бразилия)
- Командор ордена Данеброг (Дания)
- Кавалер ордена Почётного легиона (Франция)
- Командор ордена Спасителя (Греция)
- Офицер ордена Меджидие (Османская империя)
- Кавалер ордена Непорочного зачатия Девы Марии Вилла-Викозской (Португалия)
- Командор ордена Сантьяго (Португалия)
- Командор ордена Полярной звезды (Швеция)

## Членство в организациях
- Один из основных организаторов Геологического общества Италии (1881).
- Почетный член Санкт-Петербургской академии наук (c 13 декабря 1908).

## Память
- Его именем названы улицы в городах: Специя, Болонья и Рим.
- Академия литературы и естественной истории имени Джованни Капеллини (создана в 1919).
- Научное общество имени Джованни Капеллини в городе Специя (получила академический статус в 1929).